# Anne Michel
Anne Michel (Waimes, Bélgica; 30 de octubre de 1959-21 de noviembre de 2023) fue una atleta belga especialista en la carrera de velocidad y ganadora del Gouden Spike.

## Carrera

### Internacional
A nivel de Juegos Olímpicos participó en Moscú 1980 en la prueba de 400 metros, un año después de haber roto la marca nacional de la distancia con 52,18, prueba donde fue eliminada en el cuarto hit clasificatorio al terminar en séptimo lugar solo por delante de Acacia Mate de Mozambique. En esos juegos rompe el récord nacional en la prueba de relevo 4 x 400 metros junto a Lea Alaerts, Regine Berg y Rosine Wallez, aunque el hit clasificatorio terminó en quinto lugar solo por delante de Nigeria.

### Nacional
A nivel nacional fue dos veces campeona en la distancia de 400 metros en 1979 y relevo 4 x 400 metros en 1981, además de un subcampeonato en 1978 en relevo 4 x 400 metros y un bronce en 400 metros. En 1981 gana el Goulden Spike, el cual se le da al mejor atleta del año en Bélgica.